# (400104) 2006 TF65
(400104) 2006 TF65 es un asteroide perteneciente al cinturón de asteroides, descubierto el 11 de octubre de 2006 por el equipo del Near Earth Asteroid Tracking desde el Observatorio del Monte Palomar, Estados Unidos.

## Designación y nombre
Designado provisionalmente como 2006 TF65.

## Características orbitales
2006 TF65 está situado a una distancia media del Sol de 2,650 ua, pudiendo alejarse hasta 3,246 ua y acercarse hasta 2,053 ua. Su excentricidad es 0,225 y la inclinación orbital 6,468 grados. Emplea 1576,00 días en completar una órbita alrededor del Sol.

## Características físicas
La magnitud absoluta de 2006 TF65 es 16,8.